# (9291) Alanburdick
(9291) Alanburdick (1982 QO) – planetoida z pasa głównego asteroid okrążająca Słońce w ciągu 5,35 lat w średniej odległości 3,06 j.a. Odkryta 17 sierpnia 1982 roku.